# United States Numbered Highways

U.S. Highways vägsystem

United States Numbered Highways (svenska ungefär USA:s numrerade vägnät) är ett integrerat system landsvägar i USA, som numreras enligt ett nationellt system. De kallas ibland federala vägar, men har sedan systemet infördes 1926 alltid skötts av delstaten eller lokala myndigheter. Vägarna koordineras av American Association of State Highway and Transportation Officials (AASHTO), som inte är en federal myndighet utan en förening som delstaternas transportdepartement är medlemmar i.
Interstate Highway System har till stor del ersatt US Highways för genomfartstrafik, även om många viktiga regionala förbindelser utgörs av US Highways, och nya vägar tillkommer fortfarande.

### Fotnoter
1. ↑  American Association of State Highway and Transportation Officials (January 2000). ”Establishment and Development of United States Numbered Highways” (PDF). AASHTO Transportation Policy Book. AASHTO. Arkiverad från originalet den 1 november 2006. https://web.archive.org/web/20061101234239/http://cms.transportation.org/sites/route/docs/HO1_Policy_Establ_Develop_USRN.pdf. Läst 23 januari 2008.